# Трик-іл-Вісґя
Вежа Трик-іл-Вісґя (мальт. Torri ta' Triq il-Wiesgħa), також називається вежею Мвейхель (мальт. Torri ta' Mwejġel або Torri tal-Imwiegħel), — невеличка сторожова вежа поблизу м. Заббар, Мальта. Була побудована в 1659 році як дев'ята з веж Де-Редін. У 20-му столітті башта зазнала значних пошкоджень, частина конструкцій була зруйнована, але вона відновлена між 2008 і 2009 роками, і зараз вона знаходиться у доброму стані.

## Історія
Вежа побудована в 1659 році на березі на схід від Великої гавані. Назва означає «Широка вулиця», через широкий відрізок берегової лінії, яку йому довелося захищати. Це відповідає стандартному дизайну веж Де Редін, що мають квадратний план з двома поверхами та баштою на даху. Вежа Трик-іль-Вісґя мала вежу Санта-Марія-делле-Граці у зоні прямої видимості на захід, а ще одну вежу на сході, але вони вже не існують, оскільки їх обох знесли британські військові.
У 1870-х форт Леонардо був побудований близько 350 м (1 150 фут) подалі від вежі. Форт знаходився на високому місці, і вежа Трік-іль-Вісґа не була на лінії вогню. Якщо б вежа впала, то вона була б знищена, як це було зроблено в інших випадках. Вежі були знесені, щоб очистити лінії вогню.

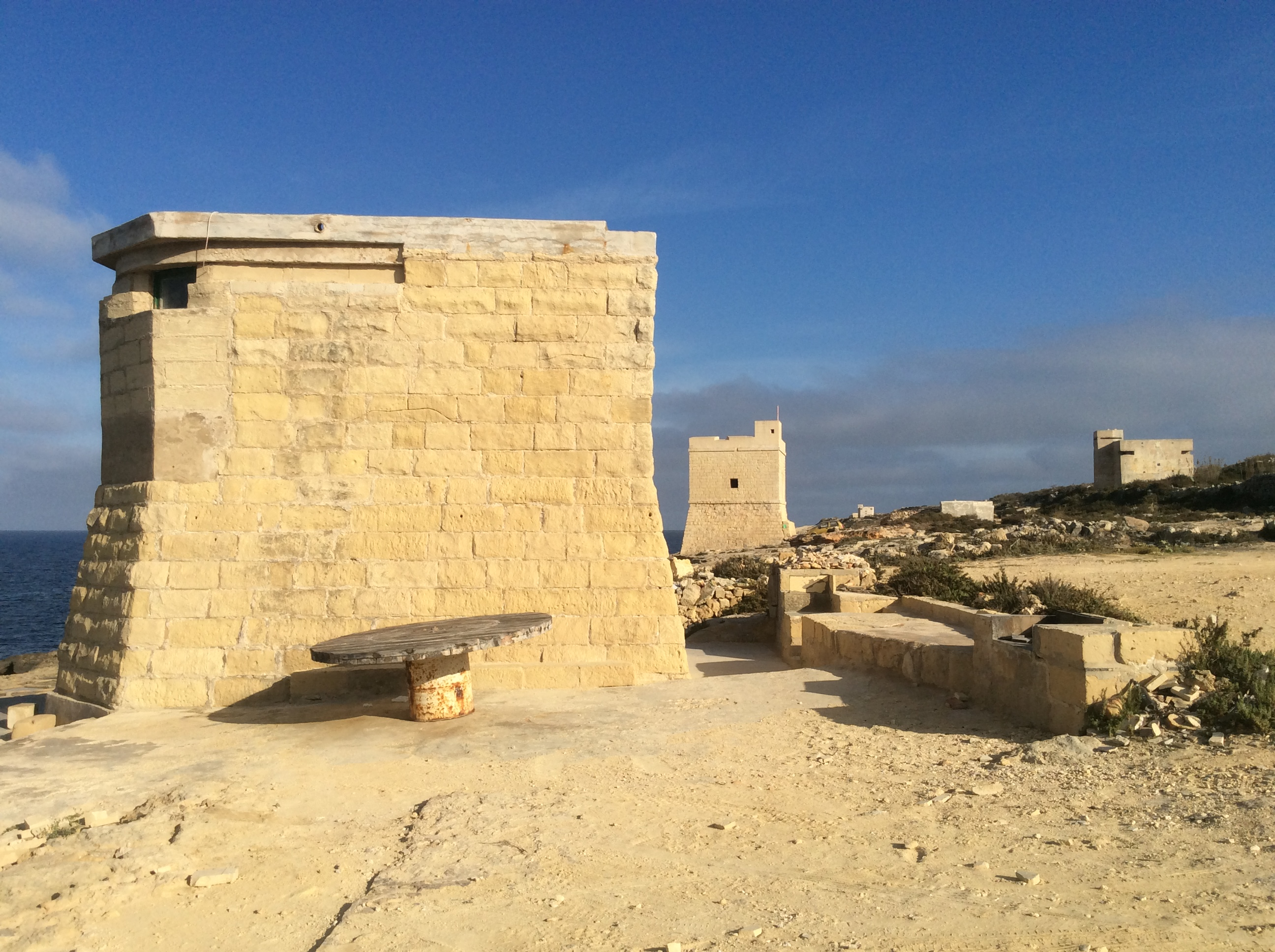

На початку 20 століття задня частина вежі зруйнувалась і башта була в руїнах, але її відновили в 30-х роках минулого століття. Парапет та башта вежі були вилучені під час Другої світової війни, а поблизу були побудовані ДОТи. Башта була додатково пошкоджена, коли поблизу розбився літак.

## Сьогоднішній день
Після війни вежа знову занепала, частина її фундаментів зруйнувалась. У 2004 році вежа була передана Fondazzjoni Wirt Artna. Реставрація розпочалася через чотири роки у вересні 2008 року і була завершена до березня 2009 року. Під час реставрації були відновлені об'єкти, вилучені під час Другої світової війни.